# Circle Internet Group
Die Circle Internet Group Inc., kurz: Circle, ist ein Technologieunternehmen für Peer-to-Peer-Zahlungen, das jetzt den Stablecoin USDC verwaltet, eine Kryptowährung, deren Wert an den US-Dollar gekoppelt ist. Es wurde von Jeremy Allaire und Sean Neville im Oktober 2013 in Boston, Massachusetts gegründet und hat seinen Hauptsitz in New York City.
USDC, der zweitgrößte Stablecoin weltweit, ist so konzipiert, dass er bei oder in der Nähe eines stabilen Preises von 1 US-Dollar gehalten wird. Der Großteil der Stablecoin-Sicherheiten wird in kurzfristigen US-Staatsanleihen gehalten. USDC wird als Ethereum ERC-20 Token betrieben und ist auch auf mehreren anderen Blockchain-Plattformen wie Solana und Polygon verfügbar.

## Börsengang
Im Januar 2024 meldete das Unternehmen einen Börsengang in den USA an, den Circle im Juni 2025 abschloss und dabei 1,1 Milliarden Dollar einnahm, was einem Unternehmenswert von 6,9 Milliarden Dollar entsprach. Circle wird unter der Kennung NYSE: CRCL am New York Stock Exchange gehandelt.